# Saint-Amand-sur-Ornain
Pour les articles homonymes, voir Saint-Amand.
Saint-Amand-sur-Ornain est une commune française située dans le département de la Meuse, en région Grand Est.
Ses habitants s'appellent les Saint-Amandinois.

## Géographie

### Hydrographie
La commune est dans la région hydrographique « la Seine de sa source au confluent de l'Oise (exclu) » au sein du bassin Seine-Normandie. Elle est drainée par l'Ornain, le canal de la Marne au Rhin et,.
L'Ornain, d'une longueur de 116 km, prend sa source dans la commune de Grand et se jette  dans la Saulx à Étrepy, après avoir traversé 36 communes. Les caractéristiques hydrologiques de l'Ornain sont données par la station hydrologique située sur la commune de Saint-Joire. Le débit moyen mensuel est de 4,42 m3/s. Le débit moyen journalier maximum est de 45,4 m3/s, atteint lors de la crue du 2 février 2013. Le débit instantané maximal est quant à lui de 48,1 m3/s, atteint le même jour.
Le canal de la Marne au Rhin, long de 293 km et 178 écluses à l'origine, relie la Marne (à Vitry-le-François) au Rhin (à Strasbourg). Par le canal latéral de la Marne, il est connecté au réseau navigable de la Seine vers l'Île-de-France et la Normandie. 

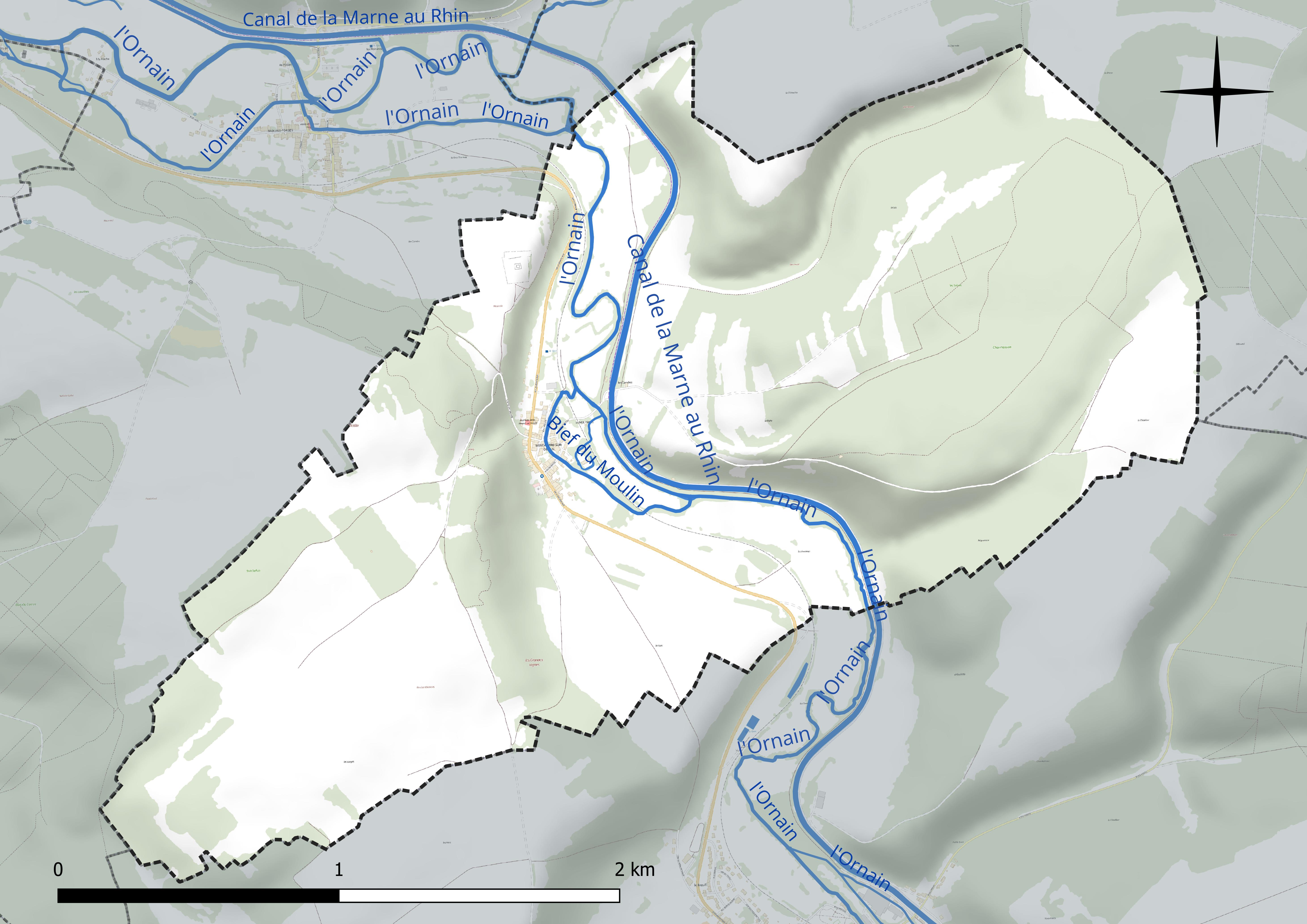
Réseau hydrographique de Saint-Amand-sur-Ornain.

### Climat
Pour des articles plus généraux, voir Climat du Grand Est et Climat de la Meuse.
En 2010, le climat de la commune est de type climat de montagne, selon une étude du Centre national de la recherche scientifique s'appuyant sur une série de données couvrant la période 1971-2000. En 2020, Météo-France publie une typologie des climats de la France métropolitaine dans laquelle la commune est exposée à un climat océanique altéré et est dans la région climatique  Lorraine, plateau de Langres, Morvan, caractérisée par un hiver rude (1,5 °C), des vents modérés et des brouillards fréquents en automne et hiver. 
Pour la période 1971-2000, la température annuelle moyenne est de 9,9 °C, avec une amplitude thermique annuelle de 16,3 °C. Le cumul annuel moyen de précipitations est de 1 012 mm, avec 14,1 jours de précipitations en janvier et 9,6 jours en juillet. Pour la période 1991-2020, la température moyenne annuelle observée sur la station météorologique de Météo-France la plus proche, « Erneville aux Bois_sapc », sur la commune d'Erneville-aux-Bois à 13 km à vol d'oiseau, est de 9,9 °C et le cumul annuel moyen de précipitations est de 1 021,5 mm. 
La température maximale relevée sur cette station est de 39,4 °C, atteinte le 25 juillet 2019 ; la température minimale est de −24,2 °C, atteinte le 18 février 1956,,. 
Les paramètres climatiques de la commune ont été estimés pour le milieu du siècle (2041-2070) selon différents scénarios d'émission de gaz à effet de serre à partir des nouvelles projections climatiques de référence DRIAS-2020. Ils sont consultables sur un site dédié publié par Météo-France en novembre 2022.

## Urbanisme

### Typologie
Au 1er janvier 2024, Saint-Amand-sur-Ornain est catégorisée commune rurale à habitat dispersé, selon la nouvelle grille communale de densité à sept niveaux définie par l'Insee en 2022.
Elle est située hors unité urbaine. Par ailleurs la commune fait partie de l'aire d'attraction de Bar-le-Duc, dont elle est une commune de la couronne,. Cette aire, qui regroupe 86 communes, est catégorisée dans les aires de 50 000 à moins de 200 000 habitants,.

### Occupation des sols
L'occupation des sols de la commune, telle qu'elle ressort de la base de données européenne d’occupation biophysique des sols Corine Land Cover (CLC), est marquée par l'importance des forêts et milieux semi-naturels (50,7 % en 2018), en diminution par rapport à 1990 (51,8 %). La répartition détaillée en 2018 est la suivante : 
forêts (50,7 %), terres arables (36,8 %), prairies (12,5 %). L'évolution de l’occupation des sols de la commune et de ses infrastructures peut être observée sur les différentes représentations cartographiques du territoire : la carte de Cassini (XVIIIe siècle), la carte d'état-major (1820-1866) et les cartes ou photos aériennes de l'IGN pour la période actuelle (1950 à aujourd'hui).

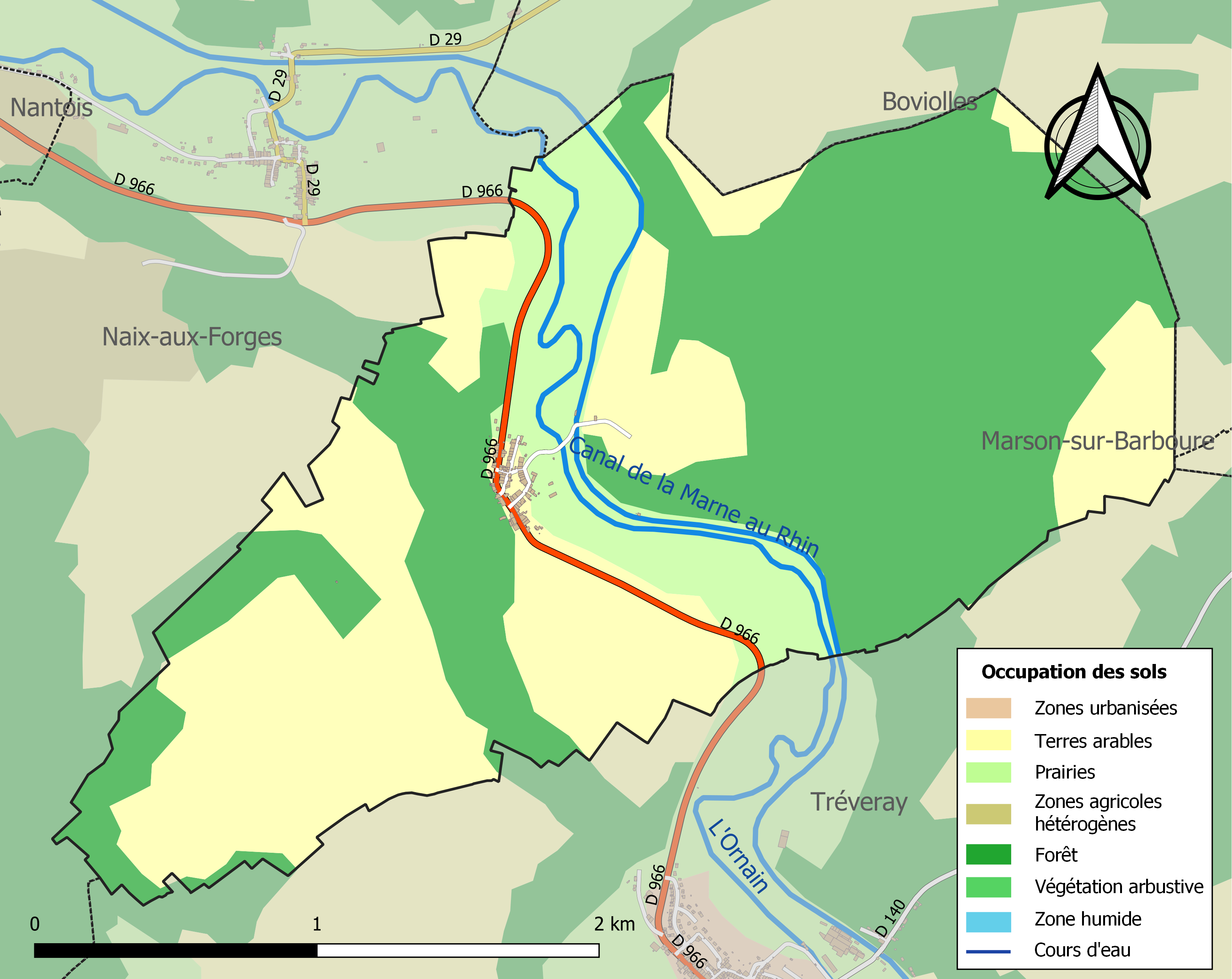
Carte des infrastructures et de l'occupation des sols de la commune en 2018 (CLC).

## Histoire
La ville gallo-romaine de Nasium se développe à la fin du Ier siècle av. J.-C. en contrebas de l'oppidum gaulois de Boviolles, près du confluent de l'Ornain et de la Barboure. À son apogée, la ville atteint une superficie de 120 ha, ce qui en fait, avec Metz, la ville antique majeure de Lorraine ; elle est alors dotée d'un bel apparat monumental.
Au IIe siècle, le géographe Ptolémée qualifie Nasium de « ville des Leuques ».

## Politique et administration
| Période                                  | Période   | Identité          | Étiquette | Qualité            |
| ---------------------------------------- | --------- | ----------------- | --------- | ------------------ |
| Les données manquantes sont à compléter. |           |                   |           |                    |
| avant 1981                               | ?         | Suzanne Fauvel    |           |                    |
| mars 2001                                | mars 2014 | Nicolas Langlois  |           |                    |
| mars 2014                                | mai 2020  | Pierre Legeay     |           |                    |
| mai 2020                                 | En cours  | François Gatinois |           | Ancien agriculteur |

## Population et société

### Démographie
L'évolution du nombre d'habitants est connue à travers les recensements de la population effectués dans la commune depuis 1793. Pour les communes de moins de 10 000 habitants, une enquête de recensement portant sur toute la population est réalisée tous les cinq ans, les populations de référence des années intermédiaires étant quant à elles estimées par interpolation ou extrapolation. Pour la commune, le premier recensement exhaustif entrant dans le cadre du nouveau dispositif a été réalisé en 2006.

En 2022, la commune comptait 60 habitants, en évolution de +9,09 % par rapport à 2016 (Meuse : −4,4 %, France hors Mayotte : +2,11 %).
| 1793 | 1800 | 1806 | 1821 | 1831 | 1836 | 1841 | 1846 | 1851 |
| ---- | ---- | ---- | ---- | ---- | ---- | ---- | ---- | ---- |
| 305  | 316  | 287  | 297  | 294  | 311  | 298  | 282  | 266  |

| 1856 | 1861 | 1866 | 1872 | 1876 | 1881 | 1886 | 1891 | 1896 |
| ---- | ---- | ---- | ---- | ---- | ---- | ---- | ---- | ---- |
| 254  | 257  | 245  | 230  | 213  | 208  | 200  | 186  | 188  |

| 1901 | 1906 | 1911 | 1921 | 1926 | 1931 | 1936 | 1946 | 1954 |
| ---- | ---- | ---- | ---- | ---- | ---- | ---- | ---- | ---- |
| 173  | 185  | 166  | 137  | 143  | 145  | 134  | 141  | 146  |

| 1962 | 1968 | 1975 | 1982 | 1990 | 1999 | 2006 | 2011 | 2016 |
| ---- | ---- | ---- | ---- | ---- | ---- | ---- | ---- | ---- |
| 134  | 115  | 106  | 87   | 82   | 83   | 64   | 73   | 55   |

| 2021 | 2022 | - | - | - | - | - | - | - |
| ---- | ---- | - | - | - | - | - | - | - |
| 56   | 60   | - | - | - | - | - | - | - |

## Culture locale et patrimoine

### Lieux et monuments
Site archéologique de Nasium (principalement situé sur le territoire de Naix-aux-Forges)  Inscrit MH (1994)..

### Héraldique
| Blason de Saint-Amand-sur-Ornain | Blason  | De sinople au buste de saint évêque d'or orné d'argent au visage de carnation auréolé d'argent soutenu par une trangle ondée du même, au chef voûté d'or à deux hures de sanglier de sable défendues de gueules affrontées. |
| Blason de Saint-Amand-sur-Ornain | Détails | Blason composé par R.A. LOUIS avec les conseils de la Commission héraldique de l'UCGL et mis à disposition de la commune en 2011.                                                                                           |